# Символ Кронекера
Символ Кро́некера (или дельта Кронекера или кронекериа́н) — индикатор равенства элементов, формально: функция двух целых переменных, которая равна 1, если они равны, и 0 в противном случае:
{\displaystyle \delta _{ij}={\begin{cases}1,&i=j,\\0,&i\neq j.\end{cases}}}
Например, {\displaystyle \delta _{12}=0}, но {\displaystyle \delta _{33}=1}.

## Использование
В линейной алгебре символ Кронекера может использоваться для записи условия ортонормированности базиса {\displaystyle (e_{i},e_{j})=\delta _{ij}}, а также — в общем случае — для определения дуальных базисов {\displaystyle (e_{i},f^{j})=\delta _{i}^{j}}, где круглыми скобками обозначено скалярное произведение, а также для краткой записи единичной матрицы размера n: {\displaystyle (\delta _{ij})_{i,j=1}^{n}} (элементы единичной матрицы записываются как {\displaystyle \delta _{ij}}).
В тензорном исчислении символ Кронекера обычно трактуется как единичный тензор. В частности, могут использоваться различные написания {\displaystyle \delta _{ij},\delta _{j}^{i},\delta ^{ij}} для подчеркивания его принадлежности к определённому типу тензоров — соответственно дважды ковариантным, один раз ковариантным и один контравариантным и дважды контравариантным. При этом обычная практика обозначать той же буквой тензор после поднятия или опускания индекса не распространяется на дельту Кронекера. Иначе говоря, в общем случае {\displaystyle \delta _{ij},\delta _{j}^{i},\delta ^{ij}} — не представляют один и тот же тензор (за исключением представления в ортонормированных базисах, что, собственно говоря, является признаком, выделяющим ортонормированные базисы из всех).
Также может использоваться в соответствии со своим определением для записи разнообразных результатов или условий и в других контекстах.

## История
Символ был введён Кронекером в 1866 году.